# Enrique Florez
Enrique Florez, španski teolog, zgodovinar in pedagog, * 14. februar 1701, Valladolid, † 20. avgust 1773, Madrid.
Njegovo najbolj znano delo je bilo Espana Sagrada, teatro geograficohistorico de La Iglesia de Espana, ki je izšlo v 51 zvezkih med letoma 1747 in 1886. Sam je napisal prvih 29 zvezkov, nato pa so njegovo delo nadaljevali drugi.